# Gerran Howell
Gerran Lyn Howell, detto Gez (Barry, 25 febbraio 1991), è un attore e doppiatore britannico, meglio conosciuto per il suo personaggio principale da Vladimir Dracula in serie per bambini Young Dracula.

## Biografia
Gerran nato nella città di Barry, Galles, e ha frequentato la Royal Academy of Dramatic Art (RADA) di Londra, dove si è laureato.
Nel 2006 è stato scelto per il ruolo principale del giovane Vladimir Dracula nella serie britannica, Young Dracula. I ruota intorno Vlad e la sua famiglia di vampiri che cerca di vivere in un piccolo paese rurale in Galles, dopo il passaggio dalla serie Transilvania. Secondo un sondaggio condotto dalla rivista SFX, il carattere di Gerran 'Vlad' lo spettacolo è classificato numero 17 tra i primi 50 vampiri.
Howell è anche apparso in alcuni film e spettacoli televisivi, appare come Niall Andrews e Rory Brothwick in Casualty(2006 e 2012). Nel 2011, è apparso in un episodio del dramma The Sparticle Mystery e restituito nella seconda stagione. Gerran Casualty era anche una guest star nel gennaio 2012 come un nuovo personaggio con l'attore Billy Boyd. Oltre al suo lavoro sullo schermo, ha anche registrato la voce per gli annunci radiofonici.

## Filmografia

### Cinema
- Dolf e la crociata dei bambini (Kruistocht in spijkerbroek), regia di Ben Sombogaart (2006)
- 1917, regia di Sam Mendes (2019)
- The Song of Names - La musica della memoria (The Song of Names), regia di François Girard (2019)
- Freedom's Path, regia di Brett Smith (2022)

### Televisione
- Young Dracula – serie TV, 65 episodi (2006-2014)
- Casualty – serie TV, 2 episodi (2006, 2012)
- The Sparticle Mystery – serie TV, 18 episodi (2011-2015)
- Some Girls – serie TV, episodio 1x02 (2012)
- Emerald City – serie TV, 10 episodi (2017)
- Strike Back – serie TV, episodio 6x05 (2017)
- This Country – serie TV, episodio 2x04 (2018)
- Genius – serie TV, episodio 2x06 (2018)
- Catch-22, regia di George Clooney, Grant Heslov e Ellen Kuras – miniserie TV, 3 puntate (2019)
- Suspicion – serie TV, episodi 1x01-1x02-1x08 (2022)
- Ludwig – serie TV, 6 episodi (2024)
- Out There, regia di Marc Evans e Phillipa Langdale – miniserie TV (2025)
- The Pitt – serie TV (2025)

### Doppiatore
- Déraciné – videogioco (2018)
- Xenoblade Chronicles 2: Torna - The Golden Country – videogioco (2021)
- Xenoblade Chronicles 3 – videogioco (2022)
- Lies of P – videogioco (2023)

## Doppiatori italiani
Nelle versioni in italiano delle opere in cui ha recitato, Gerran Howell è stato doppiato da:
- Alessio Puccio in The Song of Names - La musica della memoria
- Federico Campaiola in Suspicion
- Alex Polidori in Catch-22